# 次世代
株式会社次世代（ジセダイ、英: Jisedai Inc.、略称：次ロッ研〈ジロッケン〉）は、日本のマネジメント&レーベルカンパニー。株式会社ソニー・ミュージックエンタテインメントの完全子会社。

## 概要
2016年秋、Sony Musicが「本格派の新人アーティストと遊び場を作ろう！」という意志のもと、新たに立ち上げた部署（マネジメントセクション）「次世代ロック研究開発室」を始動。略称が次ロッ研なのは、その名残から。由来は、映画『シン・ゴジラ』に登場した「巨大不明生物特設災害対策本部」へのオマージュで、「巨大不明生物特設災害対策本部」が「巨災対」と略されたように、『次世代ロック研究開発室』を『次ロッ研』と略して呼びたかったため。
2020年12月、初の主催オーディション『Go Toオーディション』を開催。グランプリを受賞したバンドは、次ロッ研への所属と、次ロッ研主催のイベント等への出演が確約。さらに副賞として、『Go Toオーディションクーポン/52（Go To）万円分』が授与された。グランプリはApesが授賞した。
2021年4月1日、次世代ロック研究開発室を会社分割（新設分割）し、株式会社次世代を設立。
2021年現在、次ロッ研のレーベルから楽曲を発売しているアーティストはCHAIのみで、他のアーティストはマネジメント契約のみとなっている。

## レーベル
メインレーベルは存在しない。
- OTEMOYAN record（オテモヤンレコード） - CHAIのプライベートレーベル。
ソニー・ミュージックレーベルズの社内レコードレーベルではない為、ソニー・ミュージックソリューションズが運営する「SonyMusicShop」には販売されていない。

## 所属アーティスト
- Creepy Nuts（2017年〜）
- Survive Said The Prophet（2017年〜）
- w.o.d.（2017年〜）
- Newspeak（2020年〜）
- ハンブレッダーズ（2017年〜）
- 羊文学（2020年〜）
- Apes（2021年〜）
- 梅田サイファー（2023年〜）
- ASOUND（2023年〜）
- インナージャーニー（2023年〜）
- Kanna（2025年〜）
- 板歯目（2025年〜）

## 過去の所属アーティスト
- ムノーノ＝モーゼス（2017年〜2019年）
- TOKYO HEALTH CLUB（2018年〜2020年）
- バレーボウイズ（2018年〜2020年）
- Rude-α（2018年〜2021年）
- The Songbards（2017年〜2023年）
- TENDOUJI（2019年〜2023年）
- CHAI（2017年〜2024年）
- chelmico（2023年〜2025年）